# Labeobarbus mbami
Labeobarbus mbami är en fiskart som först beskrevs av Holly 1927.  Labeobarbus mbami ingår i släktet Labeobarbus och familjen karpfiskar. IUCN kategoriserar arten globalt som starkt hotad. Inga underarter finns listade i Catalogue of Life.